# 12-Montana (circonscription électorale)
Pour les articles homonymes, voir Montana (homonymie).
La circonscription électorale 12-Montana correspond à l'oblast du même nom et envoie 4 députés à l'Assemblée nationale de Bulgarie (5 entre 2013 et 2023).

## Résultats électoraux

### Élections législatives de 2022
| Partis                 | Partis                                             | Voix    | %     | Sièges | +/-           | Élus (% valide au vote préférentiel) |
| ---------------------- | -------------------------------------------------- | ------- | ----- | ------ | ------------- | ------------------------------------ |
|                        | Coalition GERB-SDS                                 | 11 939  | 25,11 | 1      |               | Irena Dimova (72,04%)                |
|                        | Mouvement des droits et des libertés               | 11 027  | 23,19 | 1      | en stagnation | Nadya Petrova (11,88%)               |
|                        | Nous continuons le changement                      | 7 353   | 15,46 | 1      | en stagnation | Inna Ivanova (82,87%)                |
|                        | BSP pour la Bulgarie                               | 4 688   | 9,86  | 1      | en stagnation | Irena Anastasova (72,01%)            |
|                        | Renaissance                                        | 4 077   | 8,57  | 1      | 1             | Petar Petrov (83,52%)                |
|                        | Il y a un tel peuple                               | 1 708   | 3,59  | 0      | 1             |                                      |
|                        | Réveil bulgare                                     | 1 496   | 3,15  | 0      | Nv.           |                                      |
|                        | Bulgarie démocratique                              | 1 355   | 2,85  | 0      | en stagnation |                                      |
|                        | Debout.BG ! Nous arrivons !                        | 686     | 1,44  | 0      | en stagnation |                                      |
|                        | VMRO - Mouvement national bulgare                  | 360     | 0,76  | 0      | en stagnation |                                      |
|                        | Mouvement des candidats indépendants               | 170     | 0,36  | 0      | en stagnation |                                      |
|                        | Union nationale Attaque                            | 163     | 0,34  | 0      | en stagnation |                                      |
|                        | Bulgarie juste                                     | 153     | 0,32  | 0      | en stagnation |                                      |
|                        | Russophiles pour le renouveau de la patrie         | 148     | 0,31  | 0      | en stagnation |                                      |
|                        | Union bulgare pour la démocratie directe           | 138     | 0,29  | 0      | en stagnation |                                      |
|                        | Social-démocratie bulgare - EuroGauche             | 132     | 0,28  | 0      | en stagnation |                                      |
|                        | Coalition pour toi Bulgarie                        | 103     | 0,22  | 0      | en stagnation |                                      |
|                        | Voix du peuple                                     | 85      | 0,18  | 0      | en stagnation |                                      |
|                        | Morale, Initiative et Patriotisme                  | 69      | 0,15  | 0      | en stagnation |                                      |
|                        | Démocratie directe                                 | 67      | 0,14  | 0      | en stagnation |                                      |
|                        | La Bulgarie du travail et de l'intelligence        | 63      | 0,13  | 0      | en stagnation |                                      |
|                        | Union nationale bulgare - Nouvelle démocratie      | 60      | 0,13  | 0      | en stagnation |                                      |
|                        | Union conservatrice de la droite                   | 47      | 0,10  | 0      | en stagnation |                                      |
|                        | Front national pour le salut de la Bulgarie        | 45      | 0,09  | 0      | en stagnation |                                      |
|                        | Parti populaire - La Vérité et seulement la vérité | 41      | 0,09  | 0      | Nv.           |                                      |
|                        | Pravoto                                            | 31      | 0,07  | 0      | en stagnation |                                      |
|                        | Unification nationale bulgare                      | 27      | 0,06  | 0      | en stagnation |                                      |
|                        | « Aucun de ces choix »                             | 1 325   | 2,79  | –      | –             | –                                    |
|                        |                                                    |         |       |        |               |                                      |
| Suffrages exprimés     | Suffrages exprimés                                 | 47 556  | 99,36 |        |               |                                      |
| Votes nuls             | Votes nuls                                         | 308     | 0,64  |        |               |                                      |
| Total                  | Total                                              | 47 864  | 100   | 5      | en stagnation | –                                    |
| Abstentions            | Abstentions                                        | 71 484  | 59,90 |        |               |                                      |
| Inscrits/Participation | Inscrits/Participation                             | 119 348 | 40,10 |        |               |                                      |

### Élections législatives de 2023
| Partis                 | Partis                                                | Voix    | %     | Sièges | +/-           | Élus            |
| ---------------------- | ----------------------------------------------------- | ------- | ----- | ------ | ------------- | --------------- |
|                        | Coalition GERB-SDS                                    | 16 036  | 32,24 | 1      | en stagnation | Irena Dimova    |
|                        | Mouvement des droits et des libertés                  | 9 642   | 19,38 | 1      | en stagnation | Dimitar Avramov |
|                        | Nous continuons le changement - Bulgarie démocratique | 7 337   | 14,75 | 1      | en stagnation | Vanina Vetsina  |
|                        | Renaissance                                           | 6 422   | 12,91 | 1      | en stagnation | Petar Petrov    |
|                        | BSP pour la Bulgarie                                  | 4 402   | 8,85  | 0      | 1             |                 |
|                        | Il y a un tel peuple                                  | 1 555   | 3,13  | 0      | en stagnation |                 |
|                        | La Gauche !                                           | 978     | 1,97  | 0      | en stagnation |                 |
|                        | Réveil bulgare                                        | 845     | 1,70  | 0      | en stagnation |                 |
|                        | Bulgarie neutre                                       | 210     | 0,42  | 0      | en stagnation |                 |
|                        | Ensemble                                              | 155     | 0,31  | 0      | en stagnation |                 |
|                        | Hors de l'UE et de l'OTAN                             | 130     | 0,26  | 0      | en stagnation |                 |
|                        | Parti populaire - La Vérité et seulement la vérité    | 118     | 0,24  | 0      | en stagnation |                 |
|                        | Mouvement national pour la stabilité et le progrès    | 62      | 0,12  | 0      | en stagnation |                 |
|                        | Voix du peuple                                        | 62      | 0,12  | 0      | en stagnation |                 |
|                        | Union conservatrice de la droite                      | 58      | 0,12  | 0      | en stagnation |                 |
|                        | Social-démocratie bulgare - EuroGauche                | 47      | 0,09  | 0      | en stagnation |                 |
|                        | Morale, Initiative et Patriotisme                     | 31      | 0,06  | 0      | en stagnation |                 |
|                        | Unification nationale bulgare                         | 25      | 0,05  | 0      | en stagnation |                 |
|                        | Union nationale bulgare - Nouvelle démocratie         | 21      | 0,04  | 0      | en stagnation |                 |
|                        | Union bulgare pour la démocratie directe              | 20      | 0,04  | 0      | en stagnation |                 |
|                        | « Aucun de ces choix »                                | 1 585   | 3,19  | –      | –             | –               |
|                        |                                                       |         |       |        |               |                 |
| Suffrages exprimés     | Suffrages exprimés                                    | 49 741  | 97,73 |        |               |                 |
| Votes nuls             | Votes nuls                                            | 1 156   | 2,27  |        |               |                 |
| Total                  | Total                                                 | 50 897  | 100   | 4      | 1             | –               |
| Abstentions            | Abstentions                                           | 67 719  | 57,09 |        |               |                 |
| Inscrits/Participation | Inscrits/Participation                                | 118 616 | 42,91 |        |               |                 |